# Забайкальская область
Забайка́льская о́бласть — административная единица в составе Российской империи, Российской республики, Российской Советской республики и Дальневосточной республики (без левобережья Селенги). Образована в 1851 году. В 1922 году преобразована в Забайкальскую губернию Дальневосточной области РСФСР.

## География

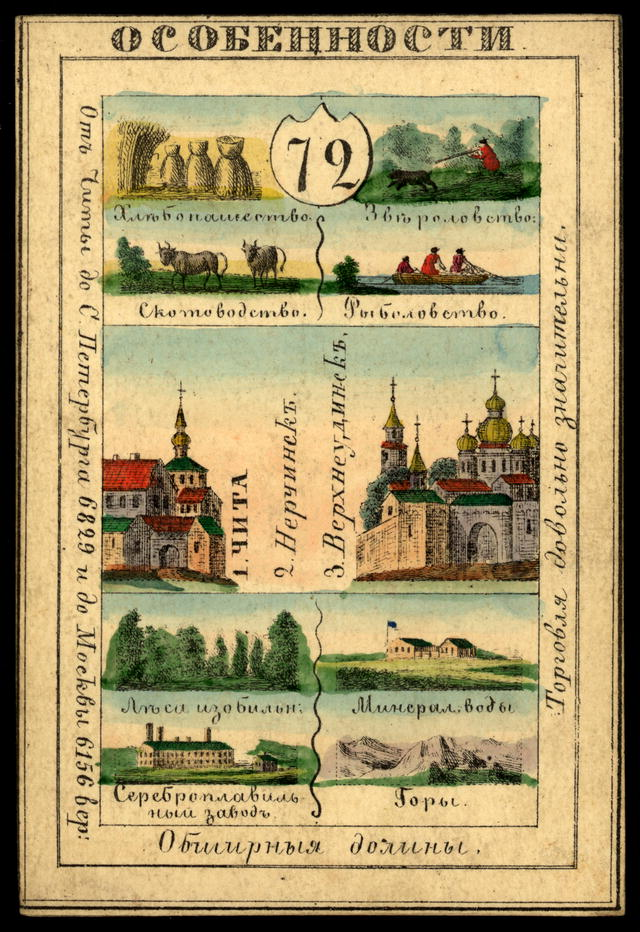
Карточка для игры в лото 104×71 мм оборотная сторона. Российская империя, 1856 г.

### Географическое положение
Забайкальская область располагалась в Восточной Сибири, к югу и востоку от Байкала, между этим озером и китайской границей. На западе и севере граничила с Иркутской губернией, от которой отделялась почти на всём протяжении озером Байкал, на северо-востоке проходила граница с Якутской областью, на востоке — с Амурской областью. Часть восточной и южная границы Забайкальской области являлись также государственной границей с Китайской империей (сопредельные Маньчжурия и Монголия).
Географическое положение области — между 102°37' и 121°26' долготы к востоку от Гринвича и между 49°54' и 67° северной широты.
Площадь области составляла 613 000 км², около 1/36 площади всей империи, 1/27 Азиатской части России и 1/5 всей площади Приамурского генерал-губернаторства. По размерам Забайкальскую область превосходили лишь 7 областей и губерний Российской империи.

### Рельеф
(Из энциклопедии Брокгауза и Эфрона)
Поверхность области весьма гориста, и в общем Забайкалье представляет страну, значительно и притом неодинаково приподнятую над уровнем океана; на самой середине области, диагонально в направлении с юго-запада на северо-восток, тянется почти непрерывной цепью Становой, или Яблонный хребет, северо-западный склон которого отлогий, едва заметный, тогда как юго-восточный весьма значителен и крут.
Почти вся площадь области представляет обширное нагорье, известное под названем Забайкальской, или Даурской, возвышенности; оно состоит из многих большей частью параллельных хребтов, возвышающихся над окружающими их долинами, обыкновенно не более 2000 ф., и служит водоразделом между тремя речными системами: Амура, Витима — правого притока Лены, и Енисея (Байкала). Яблонный хребет (бур. Яблени-Даба) служит водоразделом систем Амура и Байкала. Этот водораздел начинается на китайской границе, между истоками рек Онона и Манзы (или Мензы), тянется к северо-востоку мимо областного города Читы и отделяет течение Ингоды и Нерчи от рек Манзы, Чикоя, Хилка и Витима. Поверхность области между Байкалом и Яблонным хребтом имеет общее наклонение: в южной части — к северу и западу (что видно из направления рек), а в северной части — к западу (Байкалу) и северу (бассейн реки Лены). Площадь между Яблонным хребтом и рекой Аргунью имеет общий наклон к середине (долина рек Ингоды и Шилки) с севера и с юга и затем к востоку (течение Иногды и Шилки).
Относительно высот некоторых местностей нагорья наиболее характерны следующие данные: а) для западной части: перевал на Яблонном хр. (на почтовом тракте) — 3600 ф., Кяхта — 2600 ф., Байкал — 1700 ф. и б) для вост. части: перевал Яблонного хребта — 3600 ф., р. Ингода у обл. г. Читы — 2200 футов, река Онон у г. Акши — 2800 футов, посад Абагайтуевский (при вступлении р. Аргуни в наши пределы) — 1800 футов, точка соединения pp. Шилки и Аргуни (начало р. Амура) — 1000 ф. Таким образом, нагорье представляет понижение в зап. части (перевал Яблонного хребта — Кяхта — Байкал) около 1900 ф., а в своей вост. части (перевал Яблонного хребта — Чита-Акша — начало Амура) до 1200 ф. Расстояния между перечисленными точками видны из следующего. От обл. г. Читы считается до Усть-Стрелки (точка слияния Шилки и Аргуни) 700 вёрст, Абагайтуя 800 вёрст, Кяхты 650 вёрст, Цакирской станицы 800 вёрст, пристани Мысовой (на Байкале) 600 вёрст, а от Цакирской ст. до посёлка Абагайтуевского 1200 вёрст.
На юго-восточной стороне Яблонного водораздела, в истоках р. Ингоды, по направлению с юго-запада к северо-востоку тянется горная цепь Чокондо (по-тунгусски — Цохондо), достигающая высоты 8200 ф., вершина которой уже находится в альпийской зоне. Это самые высшие точки Забайкалья, которые, однако, не достигают снежной линии, а только отличаются альпийской растительностью и небольшими полянами вечного снега. Между продольными речными долинами Онона, Шилки и Аргуни тянутся параллельно три горные цепи; это так называемые Нерчинские рудные горы, или Нерчинская Даурия; в тесном смысле слова название Рудных гор принадлежит только горной цепи, идущей между Газимуром и Шилкой.
Кроме перечисленных горных хребтов, являющихся как бы отрогами Яблонного хребта, в пределы области вступают с южной стороны отроги Кентея и [на западе] продолжение Саянских гор под названием Хангарульского хребта и Хамар-Дабана. Оба хребта, начинаясь в пределах Иркутской губернии, направляются к северо-востоку, сначала по прибрежью Байкала, а затем, постепенно от него удаляясь, перерезывают течение Селенги под названием [?] Икатского хребта и становятся водоразделом pp. Баргузина и Витима; достигая в начале (особенно к югу от Байкала) до 6000 футов, хребты эти постепенно понижаются и там, где замыкают собой цепь Хамардабанских гор, они уже не превышают 2000 футов. Та часть отрогов, которая упирается в нижнее течение р. Селенги, известна под названием Улан-Бургасы; между последними много хребтов с обнажёнными вершинами, «гольцами». Подобно исполинским валам тянутся здесь эти хребты, которые нередко отличаются сравнительно слабым подъёмом. Такой длинный подъём в гору, иногда более десятка вёрст, называется здесь «тянигуз»; на их вершине, большей частью после нескольких десятков саженей ровного пути, снова начинается или такой же продолжительный и покатый, или же крутой и местами довольно опасный спуск. Отдельные вершины только немного поднимаются над перевалом.
В общем восточная часть области ниже западной; в юго-восточной части области горы безлесны, с мягкими очертаниями и, постепенно понижаясь по направлению к востоку, принимают вид увалов с совершенно отлогими боками; вследствие этого юго-восточная часть области имеет характер обширной всхолмлённой степи, безлесной, с малым орошением. Забайкалье сильно разобщено множеством гор, склоны которых обыкновенно покрыты сплошными лесами. Разобщению содействуют также немало болотистые местности и горные ручьи и речки, во множестве низвергающиеся с возвышенностей.

### Гидрография
Реки, орошающие область, принадлежат к трём водным системам: Байкальской, Ленской и Амурской. Две главные реки последней системы — Аргунь и Шилка, сливаясь в юго-восточной области, образуют р. Амур. Река Аргунь на протяжении 700 вёрст отделяет область от Китая. Выступая из китайских пределов уже довольно широкой рекой, от 40 до 150 саж. при глуб. 4-10 ф., Аргунь течёт сначала медленно, по местам совершенно степным, а затем, от Цурухайтуевского хребта, переходя в места лесистые, ускоряет бег. Притоки её (с лев. стороны) Урулюнгуй, три рч. под названиями Борзы, Уров, Урюмкан и Газимур (между последними двумя реками лежат Нерчинские рудные горы), Шилка, образующаяся в пределах области из слияния Онона с Ингодой; считая с верховьев Онона, Шилка орошает область на протяжении 1000 вёрст. До слияния Онон принимает с правой стороны pp. Онон-Борзу и Унду, а с лев. — Акшу. Ингода, как и Онон, орошает обл. на протяжении 500 вёрст, она сплавная от города Читы, а по Шилке существует (от Стретенска) пароходство. Ингода принимает с правой стороны Туру, а с левой — Читу. Собственно Шилка принимает Нерчу, Куенгу и Чёрную — все три с левой стороны. Из рек, непосредственно впадающих в Амур, только Амазар пересекает юго-восточный угол Забайкалья.
В системе Лены самая значительная — р. Витим, которая прорезывает сев. часть области более чем на 1000 вёрст и принимает с пр. стороны Киренгу, а с лев. Цыпу и Мую. Пробираясь б. ч. по дикой лесной местности, Витим течёт быстро по весьма порожистому руслу. Селенга — самая значительная из рек Байкальской системы. Она берёт начало из большого озера Косогола в пределах Китайской империи, вступает в область уже значительной рекой, в 100—200 саж. шир. при 5-15 ф. глуб., и орошает её на протяжении почти 400 вёрст. Река считается судоходной на всём протяжении, на самом же деле устья её настолько мелководны, что пароходы совершают рейсы только до с. Билютуя, несколько выше Селенгинска. Притоки реки довольно значительные: с правой стороны Чикой и Хилок по 500 вёрст, Уда — до 400 вёрст; с левой — Джида (350 вёрст). Остальные две значительные pp., орошающие область, — Баргузин (400 вёрст) и Верхняя Ангара (600 вёрст) — протекают по Баргузинскому (сев. части) округу области.
Вообще, все текучие воды Забайкалья носят характер рек горных стран, а именно — быстрое течение, значительное падение, изменчивость речного горизонта, твёрдый и каменистый грунт русла. Относительно значительности падения заслуживают внимания pp. Ингода, Шилка и Аргунь, которые имеют падение более одного фута на версту; падение Селенги в пределах области достигает двух футов на версту. Быстрота течения Ингоды и Шилки определяется 6 — 7 вёрст в час, так что плоты свободно проходят летней порой в сутки до 100 вёрст, останавливаясь только на ночлег. Вскрытие рек происходит во второй половине апреля; замерзание — в начале октября. Вода в реках вообще здоровая, хотя примесь минеральных солей заметна; зимой вследствие сильных холодов и при отсутствии снежного покрова льда реки, даже и значительные, местами промерзают до дна, отчего вода портится и, кроме того, образуются «наледи», затрудняющие сообщение по ледяному покрову реки.
Забайкалье богато озёрами; из них самое значительное — Байкал, которое русские справедливо называли «Байкальским морем», а суеверие туземцев придало ему ещё название «Святого моря». Берега Байкала гористы; горы большей частью круто подходят к озеру и отступают от него на значительное расстояние только около устьев Селенги и Верхней Ангары; местами они вдаются в озеро, образуя чрезвычайно живописные мысы и значительный полуостров Святого Носа. Из менее значительных озёр известны: Баунт, Гусиное, Тарей, Борзинское, Эравинское, Шакшинское и др.

## Геология и горнодобыча

### Общая характеристика
Большое разнообразие представляет геогностический состав забайкальского нагорья, причем кристаллические породы значительно преобладают над осадочными; наиболее распространены кристаллические породы — граниты, гнейсы и сиениты, а также слюдяные, тальковые и другие сланцы; диориты и диабазы (грюнштейны) встречаются здесь также в довольно значительном количестве; изредка встречаются миндальные камни и (по берегам Онон-Борзы) порфиры. Из вулканических пород здесь встречаются трахиты. Из осадочных формаций преобладают древнейшие — палеозойские и юрская; девонская формация обнаружена по течению Газимура; она характеризуется здесь окаменелостью Terebratula prisca; юрская формация содержит остатки некоторых рыб, аммонитов и разных древесных пород.
Минеральные богатства Забайкалья ещё не исследованы в точности, но во всяком случае они весьма значительны.

### Золото
Рассыпное золото распространено на огромном пространстве в юго-восточной половине области и несколько менее в северо-западной. Золото находится преимущественно в Нерчинских горах, между Шилкой и Газимуром, и главным образом — на речной системе Унды (Шахталинские промыслы) и на левой стороне Шилки и её притоке Коре (Корийские промыслы). В северо-западной части области золото находится на речных системах Чикоя и Цыпы. Добывание золота началось здесь с 1838 г. и по 1843 г. добыто всего 35 1/2 пудов; в следующее пятилетие 138 1/2 пудов. Постепенно возрастая, добыча золота достигла в 1861 г. 207 пудов 13 фунтов; в 1882 г. выработано наибольшее количество металла 271 пудов 22 ³/4 фунтов; с тех пор количество добываемого золота уменьшается с каждым годом и в 1891 г. не превышало 198 пудов 1/2 фунтов, хотя число приисков возросло с 48 в 1882 г. до 83 в 1891 г. С 1901 г. местные прииски успешно осваивало Нерчинское золотопромышленное общество, применявшее самые прогрессивные на тот период технологии золотодобычи.
Забайкальские золотопромышленники были сильно недовольны визитами князя Хилкова, так как с каждым его приездом оплата рабочим на строительстве Транссибирской магистрали увеличивалась и приманивала рабочих с рудников. В 1894 было намыто 1562 пуда золота, а после визита министра эта цифра упала до 1349. После второго визита она снова уменьшилась, и лишь после окончания строительства железной дороги снова начала расти.

### Серебро
Серебросвинцовыми рудами область также довольно богата; ими в особенности славились Нерчинские рудные горы, где разработка началась в 1704 г. и, продолжаясь по 1852 г., дала в результате 26613 п. серебра. С тех пор замечается сильное сокращение добычи, которая в 1863 г. уже не превышала 7 1/2 пудов, а затем временно совершенно прекратилась. Главная причина такого упадка кроется в перевороте, который произошёл в хозяйстве местных горных заводов с открытием новых более богатых золотых промыслов, когда все силы и средства горного округа направлены были на добычу золота, которое сделалось главным предметом производительности, взамен серебра и сопровождающего его свинца. Всего известно до 90 месторождений серебряных руд. В юго-зап. части округа преобладают жильные, а в северо-восточном районе гнездовые месторождения серебра. В начале XX века единственный существующий в Нерчинском горном округе сереброплавильный завод — Крутомарский — выплавлял в год около 60 пудов серебра.

### Медь, олово, железо
Кроме серебра и свинца, известны также месторождения медных руд, но попытки их разработки и выплавки меди пока мало успешны. В настоящее время разрабатывается всего 10 рудников, ежегодная производительность которых не достигает 100000 пудов.
Оловянные руды, открытые здесь в 1811 г., разрабатывались в течение 30 лет, в продолжение которых добыто около 20000 пудов металла; затем разработка прекратилась. В Нерчинском же округе находится Ильдиканский киноварный прииск, пока не разрабатываемый, а в 1 1/2 в. от него — месторождение самородной серы.
Железными рудами область весьма богата, особенно на пространстве между рр. Удой и Хилоком и в верховьях р. Урулюнгуй, где руды разрабатываются с 1789 г. Самый крупный завод — Петровский, ведомства Кабинета Его Величества, расположен при р. Баляге, прит. Хилока. Добываемая здесь руда — магнитный железняк, запасы которого весьма значительны. Плавка чугуна ведется на древесном топливе, доставляемом лесами, которых у завода считается до 80000 дес. На заводе работает до 300 чел. В 1891 г. на заводе выплавлено 59085 пудов чугуна и 30140 пудов железа, изготовлено 3045 пудов железных изделий и 1830 пудов чугунных отливок.

### Уголь
Каменноугольные месторождения находятся за Байкалом, вблизи, на юго-восточном берегу этого огромного водоёма. Здесь, в 80 вёрстах от Посольского монастыря, между рч. Куркушевкой и Переемной, обнажаются два угольных пласта, из коих верхний, толщиной в 1 1/2 саженей, разбит на тонкие слои и заключает в себе стволы и пни окаменелых деревьев; нижний слой, лежащий на 2 сажени ниже верхнего, у самого уровня воды, заключает в себе более плотный уголь; последний добывается для надобностей байкальского пароходства. Кроме того, по рч. Урею, притоку Акши, открыт в 1858 г. лигнит. В верх. р. Онона и на Шилке найден бурый уголь.

### Драгоценные камни и др.
В горе Адон-чалоне попадаются цветные камни: топазы, бериллы, горный хрусталь, а по притокам р. Аргуни — чёрные шерлы и плавиковый шпат.

### Соль
Солью область не богата; только в одном Борзинском озере осаждается соль, так что необходимая для засолки местной рыбы — омуля, которым изобилуют впадающие в Байкал реки, — соль привозится из Иркутской губернии. В 1891 г. в области добыто 47244 пудов соли.

### Минеральные воды
Забайкалье богато минеральными водами; из них наиболее известны следующие группы:
1. Байкальско-Баргузинская, куда принадлежат знаменитые Туркинские ключи;
2. Удинская, где большинство ключей дают кислую реакцию;
3. Чикойская — горячие источники;
4. Ингодинская;
5. Ононская;
6. Нерчинская и
7. Газимурская группа ключей, близ Газимуровского завода.
8. Уитнская

## Климат
Климат Забайкалья вполне континентальный, со всеми его особенностями, то есть сухостью воздуха и резкими колебаниями температуры. С половины декабря в средней части области замерзание ртути на ночь — обыкновенное явление, среди дня ртуть оттаивает, хотя бывают дни, когда этого не случается; морозы доходят до 50 °C, с конца января замерзание ртути прекращается. Суточное летнее колебание температуры в пределах 15-18°Р. При всем том климат здоровый: горный воздух, обилие хвойных лесов, по преимуществу песчаная почва, незначительное число болот — все это обусловливает благотворное влияние местного климата. Весна начинается с половины марта; растительность появляется во второй половине мая; переход к лету незаметен; лето жаркое, нередко засушливое, что вредно отражается на росте хлебов и трав, особенно если засушлив июнь. Уже в начале августа по ночам температура иногда опускается ниже нуля и бывают утренники (в 1892 г. в конце июля погибли овощи около г. Читы), а в конце августа выпадает даже снег, лежащий нередко по нескольку дней. Осень здесь хороша и постепенно переходит в зиму, нередко бесснежную, так что во многих местах езда производится на колесах. Вообще малое количество осадков, тихая и ясная погода зимой и решительное преобладание летних осадков характеризуют климат. Зимой температура в долинах гораздо ниже, чем на соседних горах, летом, конечно, обратно. По многолетним наблюдениям на Нерчинском заводе, на востоке области средняя температура года — 3,7, января — 29,4, июля 18,4, лишь 5 месяцев имеют среднюю температуру выше 0 °C. Облачность вообще очень мала: год 3,4, январь 1,4, июль 4,8. Осадки 390 мм в год, из них 26 % в июле и 28 % в августе, а за 3 зимние месяца всего 2 %. На севере области в Баргузинском округе гораздо холоднее. Вследствие низкой температуры и малоснежья в Забайкальской области во многих местах встречается мерзлота, то есть почва летом оттаивает лишь сверху, а снизу остается постоянно мерзлой.

## Флора
Растительность Забайкалья не особенно разнообразна. Более половины площади области покрыта лесами, близ населённых мест уже значительно вырубленными. В этих лесах заметно преобладают свойственные всей Сибири хвойные, а также лиственница, осина, тополь и берёза; на юге преобладает сибирский кедр, на севере — пихта; из плодовых дерев — дикий абрикос, дикая яблоня и рябина. Вообще в растительном покрове запада отражаются все черты его климатических особенностей; в той половине области, которая расположена между северно-западным склоном Яблонного хребта и Байкалом, растительность носит ещё вполне характер горной флоры восточной оконечности Алтайско-Саянской системы. Из растущих здесь кустарников к этой флоре принадлежат рододендроны (Rododendron chrysanthum и Rododendron dauricum Pall.), сибирский барбарис, несколько видов спиреи (Spiraea trilobata, Spiraea alpina, Spiraea digitata и др.). одевающих горные скаты своими белоснежными цветами, вид тамарикса (Myricaria daurica) и два вида смородины (Ribes fragrans и Ribes procumbens Pall.). С переходом по ту сторону Яблонового хребта флора сильно изменяется и появляются растения крайнего востока умеренного пояса азиатского материка. Так, из древесных пород здесь встречаются такие, которые, начиная с самого Урала, нигде в Сибири не растут, а именно дуб (Quercus mongolica), вяз (два вида: Ulmus campestris и Ulmus pumila) и орешник (Corylus heterophylla). Достойно внимания, что из появляющихся впервые за Байкалом кустарников, только немногие, как, например, бобовое растение Lespedeza juncea Pers., один вид спиреи (Spiraea angustifolia Turcz.), один вид смородины (Ribes diacantha Pall.), маленький кустарник из семейства молочайных (Geblera subfruticosa Fisch.) и одна из карликовых берез (Betula fruticosa Pall.) — принадлежат к амурской флоре. Остальные же составляют особенность так назывываемой даурской флоры и являются общими для Забайкалья с соседней Монголией. Травы весьма хороши; из 112 видов впервые встречаемых за Байкалом травянистых растений только 46 переходят и на Амур, остальные принадлежат к местной даурской флоре.

## Фауна
В соответствии с поразительным изменением растительного покрова, в Забайкалье изменяется и фауна его беспозвоночных животных. Весьма многие их формы, совершенно отсутствующие на всём остальном пространстве Сибири, как, например, речные раки, появляются в верховьях pp. системы Амура, разумеется, с видовыми различиями от европейских (Astacus amurensis). Близость моря чувствуется здесь и в появлении таких форм насекомых, которые служат переходными от континентальных к приморским: местный подрод жужелиц (Coptojabrus smaragdinus Fisch.) не имеет под своими блестящими надкрыльями настоящих крыльев, форма его тела удлинена, сравнительно узка и служит переходом к ещё более удлинённым формам японского подрода жужелиц (Damaster).
Менее резкие отступления представляет фауна позвоночных животных. К животным, распространённым по всей лесной зоне Восточной Сибири, присоединяются здесь и некоторые горные формы Алтайско-Саянской системы, степные формы Монголии и животные, водящиеся в Амурской области и Маньчжурии. К первым принадлежат: кабарга, сибирская косуля, барсук, хорёк, Эверсманов суслик (Spermophilus Eversmanni Br.) и сеноставка (Lagomis a lpinus Pall.). Ко вторым: корсак, степная кошка, байбак, тушканчик, заяц-толай (Lepus tolai Pall.), две породы сайги (Antilope gutturosa и crispa) и кулан, или джигетай. К третьим относится амурский енот (Canis procyonoides), марал (Cervus elaphus) и кабан. К животным сильно истребляемым, водившимся здесь во множестве, принадлежат соболь, лисица, белка, медведь и волк. К диким животным, разводимым и приручаемым населением, принадлежит марал, которого содержат в особых загонах ради весьма ценимых китайцами рогов его (панты). Из птиц наиболее замечательны: глухарь, тетерев, рябчик, белая и альпийская куропатка, чёрный журавль (Grus monachus) и голубая сорока (Pica cyanea); из ядовитых змей: Trigonocephalus intermedius и Tr. Blomhoffii. Рыбы сравнительно мало, Байкал не представляет удобств для размножения рыб; вследствие большой глубины, каменистости дна и холодной воды — мало водяной растительности, которой рыбы питаются. В реках и малых озёрах вследствие их промерзания, быстроты течения (в реках) и каменистого грунта рыбы тоже весьма мало. Обильными могут быть названы уловы одного только омуля (род лосося) — в Селенге и Байкале. Для нужд населения рыба привозится с озера Долай-нор (в Монголии), а зимой и из Западной Сибири.

### Животные высокогорий
Животный мир высокогорий отличается бедностью видового состава, что объясняется суровыми климатическими условиями. Скудность кормовой базы обусловила доминирование грызунов и копытных. Обитателями высокогорной тундры являются северный олень и снежный баран, причём численность этих видов невелика. Из мелких млекопитающих наиболее типична альпийская пищуха, населяющая каменные россыпи. В зарослях кедрового стланика обычен азиатский бурундук. На севере Забайкалья (хребты Кодар, Удокан) изредка встречается черношапочный сурок. Немногочисленные виды хищников представлены горностаем, бурым медведем, волком. Видовой состав птиц небогат. В высокогорьях можно встретить тундряную куропатку, рогатого жаворонка, горного конька, горную трясогузку, ворону чёрную, кедровку. Низкие температуры препятствуют проникновению в забайкальские высокогорья земноводных и пресмыкающихся. Фауна рыб представлена холодолюбивыми видами: ленок, таймень, хариус, в глубоководных озёрах севера Забайкалья встречаются даватчан, сиги. Даватчан — особый подвид арктического гольца — является эндемиком Северного Забайкалья и взят под охрану.
Видовой состав насекомых специфичен, в основном преобладают мелкие и тёмноокрашенные формы, что позволяет им выживать в условиях низких температур и короткого лета. Среди жуков преобладают жужелицы, стафилины, пилюльщики. Дневные бабочки представлены преимущественно горными видами перламутровок, бархатниц и желтушек (см. Белянки). Многочисленны двукрылые: комары (см. Комары настоящие), слепни, мошки, объединяемые народным названием «гнус».

### Животныетайги
Таёжная зона занимает значительную часть территории области, во многом определяя своеобразие животного мира. Бедность фауны северных районов тайги связана с однообразием ландшафтов, более суровыми климатическими условиями, недостаточной кормовой базой для многих видов животных. Наиболее богатую фауну имеет южная тайга. В значительной степени это связано с наличием нескольких ярусов в пологе леса. Часть обитателей тайги переходит в нижележащие ярусы, где можно найти корм, например семена сибирской сосны (кедра), урожай которых в отдельные годы может быть значительным. Особенно разнообразна фауна кедровника потому, что кедровые орехи служат важным кормом для многих видов млекопитающих и птиц. Из млекопитающих наиболее распространены представители отрядов копытных, грызунов и хищных. Типичным обитателем сибирской тайги является восточный подвид благородного оленя (изюбрь) — один из объектов охотничьего промысла. Кроме того, ценятся молодые рога оленя (панты), используемые в медицине. Самый крупный обитатель тайги — лось. Масса крупных самцов достигает 570 кг. Численность лосей наиболее высока на равнинных участках, вблизи берегов стоячих водоёмов, болот, озёр, где они могут поедать водную растительность.
Малоснежные зимы позволяют проникать в лесную зону из лесостепи такому виду, как сибирская косуля. В южных районах тайги распространён кабан, особенно характерный для кедровников и смешанных лесов. Самое мелкое копытное — кабарга, её масса не превышает 8—10 кг. Обычно кабарга предпочитает крутые каменистые склоны, на которых скрывается от хищников и находит пищу (лишайники). Кабарга является важным объектом промысла, в том числе браконьерского, из-за так называемой «кабарговой струи» — мускусной железы самцов, используемой в парфюмерии и восточной медицине. Из зайцеобразных в тайге широко распространён заяц-беляк, на каменистых склонах встречается северная пищуха. Самый многочисленный объект пушного промысла — белка, причём её численность в отдельные годы может значительно возрастать. Среди грызунов наиболее типичные обитатели тайги — азиатский бурундук, летяга, красная, красно-серая и унгурская полёвки, восточно-азиатская лесная мышь. Обилие мелких грызунов благоприятствует размножению соболя, одного из ценнейших обитателей тайги. Наиболее многочислен соболь в кедровниках. Семейство куньих (кроме соболя) представлено горностаем, лаской, колонком. Повсеместно (но редко) встречается росомаха.
Хозяином тайги считается бурый медведь, предпочитающий места, богатые ягодой и кедровыми орехами. Одним из важных видов, регулирующих численность крупных млекопитающих, особенно копытных, является волк, широко распространённый в таёжной зоне. Численность волка необходимо постоянно контролировать, поскольку при массовом размножении он может наносить значительный ущерб сельскому хозяйству. Из кошачьих чаще встречается рысь, предпочитающая изреженные участки темнохвойной тайги.
Видовой состав птиц тайги небогат. Наиболее широко представлены виды тетеревиных, дятловых, врановых и хищных. Из тетеревиных обычен каменный глухарь, обитающий в сосновых и кедровых лесах с подлеском. Широко распространены рябчики, которые чаще отмечаются по берегам рек, ручьёв, где имеются ягодники. В северных районах тайги встречается белая куропатка. По лесным вырубкам, опушкам, гарям обычен тетерев. Характерная птица хвойной тайги — кедровка, знаменитая тем, что делая запасы семян (орехов), способствует возобновлению сибирского кедра. Довольно широко распространены совы и филины. Из хищных птиц более обычен ястреб-тетеревятник.
Рептилии в тайге малочисленны, отмечены обыкновенная гадюка и живородящая ящерица.
Энтомофауна тайги представлена главным образом видами, трофически связанными с древесно-кустарниковой растительностью, а также хищными и паразитическими. Среди хвое— и листогрызущих насекомых наиболее важное значение имеют гусеницы бабочек (коконопрядов, волнянок, пядениц, листовёрток) и личинки пилильщиков. Из видов, способных повреждать растения, высасывая соки, большую роль играют тли, хермесы и другие равнокрылые насекомые. Для таёжной зоны характерны случаи массовых вспышек размножения некоторых видов, таких как непарный и сибирский шелкопряды, волнянка античная, пяденица берёзовая, пяденица Якобсона, минёр Фризе. Массовые размножения этих видов могут наносить серьёзный вред лесному хозяйству, приводить к усыханию растений на значительных площадях. Среди ксилофагов, питающихся древесиной, наиболее важное значение имеют многочисленные виды жуков-дровосеков (чёрные еловые усачи, чёрные пихтовые усачи, лептуры, юдолии и др.) и короедов.
Обычны в лесной зоне галлообразователи, среди которых преобладают мушки-галлицы. Химическое воздействие насекомого или его личинки приводит к разрастанию ткани растения. Образующийся галл обеспечивает личинку пищей и одновременно служит убежищем от врагов. Личинки некоторых мелких видов насекомых способны поселяться в тканях листа или хвоинки, питаясь их содержимым. При этом на поверхности листа заметен светлый извилистый след («мина»), на одном из концов которого можно заметить личинку — «минёра». Численность многих массовых видов насекомых регулируется паразитами, преимущественно относящимися к отряду перепончатокрылых, такими как наездники и яйцееды.
Важный компонент лесных экосистем — муравьи, особенно относящиеся к роду лесных — Formica. Муравьи составляют значительную часть биомассы таёжных экосистем и регулируют численность многих видов беспозвоночных. Среди других важных функций муравьёв — рыхление почвы и обогащение её органическими и минеральными компонентами, разрушение древесины, распространение семян некоторых видов растений.
Обычны и многочисленны в лесной зоне кровососы — слепни, комары, мошки, мокрецы, мухи-кровососки. Из паукообразных тайги обычны клещи семейства иксодовых. Некоторые их виды являются не только переносчиками, но и резервуаром возбудителей ряда опасных болезней человека. Широко распространен таёжный клещ — переносчик возбудителя весенне-летнего энцефалита и виды рода дермацентор — переносчики туляремии, клещевого сыпного тифа и бруцеллёза. Интересная особенность забайкальских лесов — проникновение в эту зону более южных степных по происхождению видов насекомых: некоторых видов бабочек — белянок и бархатниц, а также саранчовых.

### Животный мирлесостепнойистепнойзон
В Забайкалье сибирская тайга и монгольские степи соприкасаются и далеко проникают друг в друга, что во многом определяет своеобразие животного мира. Характерные особенности природных комплексов — их очень высокие динамичность и непостоянство. В ходе чередования сухих и влажных климатических периодов места обитания животных меняются коренным образом. Степные озёра то наполняются, то пересыхают, и на их месте образуются голые солончаковые участки. Соответственно почти полностью меняются растительность и животное население. Наиболее оптимальные условия находят в лесостепи грызуны и копытные. Среди грызунов наиболее распространены длиннохвостый и даурский суслики, джунгарский и даурский хомячки, полёвка Брандта. На юге зоны встречается тушканчик-прыгун.
Интересный специализированный вид — даурский цокор, ведущий подземный образ жизни. Наиболее крупный вид грызунов — монгольский сурок (тарбаган), ранее широко распространённый в степной зоне. В последние десятилетия вследствие браконьерского промысла численность этого интересного вида резко снизилась. Очень редким видом степей является даурский ёж, относящийся к отряду насекомоядных. Хорошо приспособились к жизни в степях заяц-толай и родственная ему даурская пищуха (отряд зайцеобразных). Характерный лесостепной вид — сибирская косуля, в настоящее время в связи с интенсивным промыслом предпочитающая держаться лесных колков и боров. Типичным степным видом считается антилопа-дзерен, не так давно широко распространённая по всей степной зоне, сейчас же периодически заходящая в Забайкальский край из степей Монголии.
Знаменитый ученый П. С. Паллас во время путешествия по Южному Забайкалью отмечал встречи таких видов копытных, как кулан и баран аргали. В скалах селится очень редкая степная кошка манул, ведущая скрытный образ жизни. Из хищников наибольшее практическое значение имеют волки, численность которых в 1990-х годах значительно возросла. Ценный пушной зверь в лесостепи — лисица, а в степи — корсак. В южных степных районах области в норах тарбагана селится степной хорь.
Во влажные периоды в пределах Торейской котловины в Юго-Восточном Забайкалье образуется более 1500 средних и мелких озёр, на них гнездятся десятки тысяч водоплавающих и околоводных птиц, а в период миграции останавливаются на отдых миллионы птиц. В сухие климатические периоды численность водоплавающих и околоводных птиц в регионе резко уменьшается, но возрастает численность некоторых полупустынных видов, например монгольского земляного воробья.
Из пернатых хищников распространены мохноногий курганник, канюк обыкновенный, луни, степная пустельга, очень редко — степной орел. Из журавлеобразных встречаются журавль-красавка и серый журавль, более редок даурский. На пролёте отмечается чёрный (монах) и белый (стерх) журавли, молодые особи которых могут держаться на степных озёрах в течение всего лета. Крупный исчезающий вид отряда журавлеобразных — дрофа. Широко распространены и многочисленны полевой, малый, серый и монгольский жаворонки. Изредка встречаются перепела. Промысловое значение имеет даурская куропатка. Рептилии редки и обычно представлены щитомордником Палласа и монгольской ящуркой.
Фауна насекомых степи и лесостепи достаточно богата — это как открытоживущие, так и обитающие в почве и травяной подстилке виды.
Основу степных биоценозов составляет травянистая растительность, что и обусловило обилие листогрызущих видов насекомых. В степи многочисленны саранчовые, жуки-листоеды, гусеницы бабочек, личинки пилильщиков. Среди чешуекрылых обычны представители многих семейств дневных булавоусых бабочек, таких как нимфалиды, бархатницы, голубянки. Из крупных и ярко окрашенных видов выделяются бабочки семейства парусников: номион — типично степной вид даурско-монгольской фауны и хвостоносец махаон, широко распространённый во всех биотопах, в том числе и степных. Среди жуков-листоедов многочисленны мелкие и зачастую ярко окрашенные виды жуков-скрытноглавов.
Активно летающие насекомые представлены в степи кроме чешуекрылых различными видами стрекоз, комаров, мокрецов, залетающих далеко в степь от водоёмов (мест развития личинок). Стрекозы и хищные мухи-ктыри занимают среди беспозвоночных нишу крупных дневных хищников, охотящихся в полёте.
Обилие цветущих растений в разнотравной степи привлекает множество опылителей: перепончатокрылых, двукрылых, чешуекрылых, жесткокрылых.
Почвенная энтомофауна представлена многочисленными видами хищных и растительноядных жужелиц, чернотелками, а также их личинками. Подземные части растений повреждаются личинками некоторых хрущей и усачей-корнеедов. Обычными обитателями верхнего почвенного слоя являются муравьи — формики, мирмики и др. В засушливый сезон года можно наблюдать такое интересное явление как летний период покоя. В это время под камнями и лепёшками подсохшего навоза скрываются не только типично почвенные обитатели (муравьи, чернотелки, жужелицы), но и листоеды, усачи, другие насекомые и пауки.

### Животный мир водоёмов
Забайкальский край обладает значительным фондом рек и озёр, имеющих рыбохозяйственное значение и позволяющих осуществлять рациональное использование сырьевых ресурсов водоёмов. Разнообразие и оригинальность состава ихтиофауны Забайкалья обусловлены расположением данной территории на водоразделе трёх крупных бассейнов — Байкала, Лены и Амура.
Ихтиофауна бассейна Верхнего Амура представлена 40 видами рыб, которые относятся к 13 семействам. Современный облик её сформировался уже в середине четвертичного периода. Она имеет смешанный характер, так как по своему происхождению и особенностям биологии слагающие её виды принадлежат к шести различным фаунистическим комплексам.
Бореально-равнинный комплекс представлен амурской щукой, амурским чебаком, серебряным карасём, амурским осетром, озёрным гольяном, обыкновенным амурским пескарём, щиповкой. Рыбы этого комплекса в основном обитают в зарослях пойменных водоёмов и руслах рек. Все они выдерживают значительное колебание кислорода в воде, по характеру питания они бентофаги, то есть питаются донными организмами. Амурский чебак — широко распространённый вид Верхнего Амура и приурочен в основном к крупным рекам — Шилке, Аргуни, Онону, Ингоде. Многочислен в озёрах Кенон, Николаевское, Арей. Питается растительностью, поэтому является основным потребителем данного корма. Одна из наиболее ценных рыб Амура — осётр, однако в настоящее время это малочисленный вид, нуждающийся в охране.
К бореально-предгорному комплексу относятся таймень, ленок, хариус, обыкновенный гольян, гольян Лаговского, амурская широколобка, пестроногий подкаменщик. Эти виды приспособлены к жизни в реках с быстрым течением, прозрачной водой, богатой кислородом, с каменистым дном. По характеру питания большинство из них бентофаги и потребители воздушных насекомых. Нерест происходит весной при низкой температуре.
Древний верхнетретичный комплекс включает амурского плоскоголового жереха, калугу, сазана, амурского сома, миногу, гольяна, амурского вьюна. Последний приспособлен к жизни в водоёмах с малым количеством кислорода, так как у него имеются дополнительные органы дыхания. Ряд видов (калуга, амурский сом, плоскоголовый жерех) являются хищниками, другие питаются бентосом. Калуга — эндемик амурской ихтиофауны. В Забайкалье встречается в Шилке, Аргуни, нижнем течении Онона. Держится в наиболее глубоких местах русел. Больших миграций не совершает. Имеются только отдельные сообщения о поимке калуги. Питается пескарями, молодью коня-губаря, чебаком, гольяном. Половой зрелости достигает в 16-17 лет.
К китайскому фаунистическому комплексу относятся конь-губарь, амурский чебак, чебаковидный пескарь, ханкинский и восьмиусый пескари, владиславия. Данные виды весьма требовательны к наличию кислорода в воде, поэтому обитают в руслах рек и лишь во время подъёма уровня воды заходят в пойменные водоёмы. Время нереста — поздняя весна и лето, когда температура воды значительно повышается. Рыбы имеют малые размеры, кроме коня-губаря.
Индийский комплекс представлен одним семейством — касатками. Представители этого семейства характерны для ихтиофауны Индии, Китая и других стран Юго-Вост. Азии. На территории Забайкальского края распространение их ограничено бассейнами Шилки, Аргуни, Онона. Забайкалье — самый северный участок ареала семейства.
Арктический комплекс насчитывает всего два вида — налим и сиг-хадары, предпочитающие воды, насыщенные кислородом. Единственный представитель семейства тресковых — налим — является хищником и частично употребляет в пищу бентос.
Серьёзной проблемой стало обеднение видового состава рыб, обитающих в водоёмах. Практически исчезли эндемики Амурского бассейна (калуга, амурский осетр, сиг-хадары). Снизилась численность ценных видов рыб (тайменя, ленка, хариуса). Редкими стали конь-губарь, амурский сом и сазан.
Водотоки бассейнов Чикоя и Хилка относятся к горному и предгорному типам и характеризуются довольно бедным и однообразным составом ихтиофауны — 5-15 видов, среди которых преобладают лососёвые, хариусовые и карповые.
Особенность горного сообщества рыб р. Чикой — очень большая доля лососёвых и хариусовых (84 %) в общей ихтиомассе. Преобладает ленок (50 %). Здесь же отмечаются чёрный байкальский хариус, байкальский сиг и окунь. Пять видов рыб в бассейне Байкала официально названы в числе находящихся под угрозой исчезновения, поэтому популяции ленка, хариуса, сига, мониторинг которых возможен на реках Чикой и Хилок, должны использоваться как индикаторы состояния благополучия или деградации водных экосистем.
Весьма существенна биосферная и народнохозяйственная значимость водоёмов севера Забайкалья. В связи с интенсивным хозяйственным освоением территории в составе фауны рыб произошли существенные изменения: наблюдается уменьшение численности ценных видов рыб, снижение темпов роста и плодовитости.
В области (Забайкальском крае) учтено 442 пресных озера. Располагаются они в основном группами в бассейнах крупных рек или приурочены к тектоническим впадинам. Глубоководные озёра Большое Леприндо и Малое Леприндо, Леприндокан, Даватчан, Ничатка характеризуются малой продуктивностью и низкими температурами. Здесь обитают хариус, сиг, ленок, налим, а также редкий реликтовый вид арктический голец, или даватчан. Во всех озёрах Чкаловской и Ивано-Арахлейской групп водятся окунь, карась, плотва. В озёрах Арахлей, Шакша, Иван также распространены щука, елец, из непромысловых видов — щиповка и гольяны. Рыбы Торейских озёр в основном представлены серебряным карасём и вьюном. Однако водный режим этих озёр неустойчив, и они не имеют большого рыбохозяйственного значения.
Фауна беспозвоночных в реках и озёрах Забайкалья богата и разнообразна. Бентос (донные обитатели) рек Верхнеамурского бассейна, Чикоя и Хилка представлены в основном личинками ручейников, подёнок, веснянок, мошек, слепней, жуков, комаров. Этими массовыми видами беспозвоночных питается большинство рыб. Озёра Ивано-Арахлейской группы населены широко распространёнными в пресных водоёмах донными животными. В бентосе озёр встречены следующие группы: малощетинковые черви (олигохеты), пиявки, моллюски, ракообразные, водные клещи, клопы, личинки комаров-звонцов (хирономид), подёнок, ручейников, стрекоз, вислокрылок, водных жуков, чешуекрылых (всего более 100 видов). В зообентосе многих озёр преобладают хирономиды и моллюски. Наибольшее видовое разнообразие хирономид (50 видов) отмечено в оз. Арахлей. В основном они присущи всем озёрам, однако каждый водоём характеризуется специфическим сочетанием доминирующих видов. Являясь основными фильтраторами в водоёмах, организмы зоопланктона играют огромную роль в самоочищении воды. Многие виды животных, обитающих в Забайкалье, нуждаются в охране. Так, в «Красную книгу Читинской области и Агинского Бурятского автономного округа» (Красная книга Забайкальского края) внесено 25 видов млекопитающих, 57 — птиц, 4 — рептилий, 1 — амфибий, 7 — рыб, 2 — моллюсков, 68 — насекомых.

## Историческая справка
Русские проникли в Забайкалье в 1639 году. Максим Перфильев, поднимаясь по реке Витиму, дошёл до устья реки Ципы. В 1647 году Иван Похабов перешёл Байкал по льду и, дружа с монголами, проник до Урги. Год спустя началось прочное водворение в области: Галкин основал Баргузинский острог и обложил ясаком окружающих тунгусов. В 1654 году сотник Бекетов основал Нерчинский острог, через 4 года перенесённый к устью Нерчи; тогда же заложен и город Нерчинск. В 1665 году возник Селенгинск, а в 1666 году основан Верхнеудинск. В конце XVII века в области было уже 3 города и 9 острогов.
Почти со времени занятия его Забайкалье служило местом ссылки.
Согласно Высочайшему Указу, данного Правительствующему Сенату 11 июля 1851 года Забайкалье, состоявшее из двух округов — Верхнеудинского и Нерчинского, было выделено из Иркутской губернии и преобразовано в самостоятельную область, причём Чита возведена в областной город, а Троицкосавск и Усть-Кяхта составили особое градоначальство. Пограничные казаки, Забайкальский городовой казачий полк, станичные казаки, тунгусский и бурятские полки, а также и население, жившее оседло в пограничной полосе, составили Забайкальское казачье войско, обязанное выставлять 6 конных шестисотенных полков. В 1863 году Кяхтинское градоначальство вошло в состав Забайкальской области, а в 1872 году область делилась уже на 7 округов, из которых три — с одним казачьим населением; особое административное и полицейское управление для казачьего населения было упразднено.
В 1884 году область, прежде принадлежавшая к Восточно-Сибирскому генерал-губернаторству, вошла в состав вновь образованного Приамурского генерал-губернаторства.
17 марта 1906 года Забайкальская область вошла в состав Иркутского генерал-губернаторства.
6 апреля 1920 года вошла в состав Дальневосточной республики.
22 ноября 1920 года постановлением Правительства Дальневосточной республики из Забайкальской области была выделена Прибайкальская область в составе Баргузинского, Верхнеудинского, Селенгинского и Троицкосавского уездов.
10 ноября 1922 года Забайкальская область была преобразована в Забайкальскую губернию Дальневосточной области РСФСР.

## Органы власти

### Административное деление

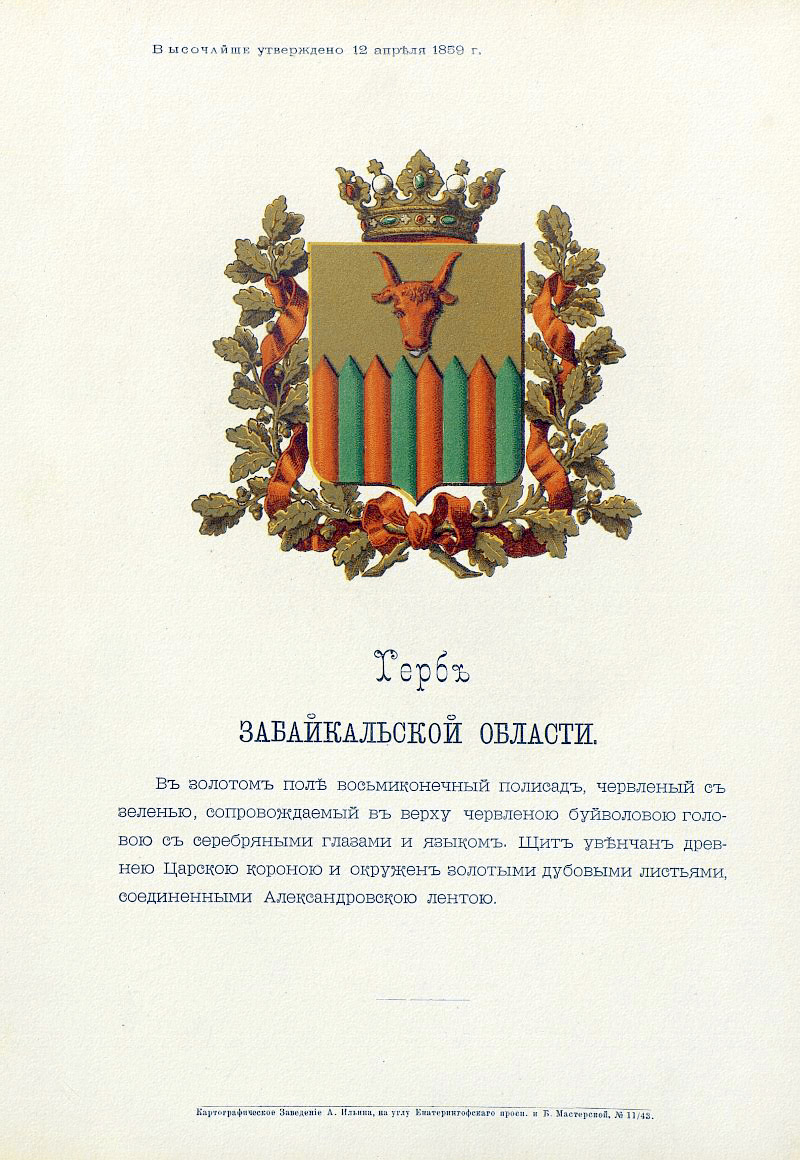
Герб области c оф.описанием, утверждённый Александром II (1859)

Во главе области стоял военный губернатор, с должностью которого были соединены должности командующего войсками и наказного атамана. Казачьи станицы распределялись между тремя военными отделами, атаманы которых наблюдали за исправным отбыванием казаками воинской повинности; станичные управления были подчинены не атаманам, а (гражданским) окружным начальникам.
Область делилась на 8 округов (в 1901 году округа были преобразованы в уезды в том же составе):
| № | Округ               | Окружной город                   | Герб окружного города | Площадь, вёрст² | Население (1897), чел. |
| - | ------------------- | -------------------------------- | --------------------- | --------------- | ---------------------- |
| 1 | Акшинский           | Акша (1 627 чел.)                |                       | 35 000          | 34 884                 |
| 2 | Баргузинский        | Баргузин (1 378 чел.)            |                       | 148 510,0       | 25 474                 |
| 3 | Верхнеудинский      | Верхнеудинск (8 086 чел.)        |                       | 94 575          | 167 876                |
| 4 | Нерчинский          | Нерчинск (6 639 чел.)            |                       | 38 182,0        | 94 334                 |
| 5 | Нерчинско-Заводский | с. Нерчинский Завод (3 663 чел.) |                       | 100 690,0       | 75 737                 |
| 6 | Селенгинский        | Селенгинск (1 086 чел.)          |                       | 46 460,0        | 102 158                |
| 7 | Троицкосавский      | Троицкосавск (8 788 чел.)        |                       | 19 175,0        | 32 807                 |
| 8 | Читинский           | Чита (11 511 чел.)               |                       | 112 746,0       | 138 767                |

### Заштатные города
| № | Город    | Население (1897) | Входит в          | Герб |
| - | -------- | ---------------- | ----------------- | ---- |
| 1 | Мысовск  | 1500 чел.        | Селенгинский уезд |      |
| 2 | Сретенск | 1400 чел.        | Нерчинский уезд   |      |

### Бывший город
| Город     | Население (1897) | Входит в       | Герб |
| --------- | ---------------- | -------------- | ---- |
| Доронинск | 120 чел.         | Читинский уезд |      |

Наиболее сложным составом отличался Читинский округ, в котором имелись казачьи станицы, крестьянские волости и инородческие степные думы.
В основание административного устройства инородцев был принят род, и все принадлежащие к одному роду имели общее управление — родовое; но крайне многочисленные роды перемешались и раскинулись на огромном пространстве что весьма затрудняло администрацию в надзоре за деятельностью родовых управлений; ведомство Кабинета Его Величества также не подчинялось общей администрации.
В области находился викарный епископ, подчинённый епископу Иркутскому.
В начале осени власть в области перешла к атаману Семёнову и октябре он разделил область на шесть районов: первый — Акшинский, Нерчинский и Нерчинско-Заводский уезды; второй — Верхнеудинский, Троицкосавский, Селенгинский и Баргузинский уезды, а остальные четыре соответствовали четырём отделам Забайкальского казачьего войска.

### Военные губернаторы
| Ф. И. О.                       | Титул, чин, звание                                               | Время замещения должности |
| ------------------------------ | ---------------------------------------------------------------- | ------------------------- |
| Запольский Павел Иванович      | генерал-майор                                                    | 28.10.1851—09.08.1855     |
| Корсаков Михаил Семёнович      | генерал-майор                                                    | 14.12.1855—16.05.1860     |
| Жуковский Евгений Михайлович   | генерал-майор, и. д. (утверждён 26.02.1861), (генерал-лейтенант) | 16.05.1860—11.09.1863     |
| Дитмар Николай Петрович        | генерал-лейтенант, и. д. (утверждён 26.10.1864)                  | 02.02.1864—19.04.1874     |
| Педашенко Иван Константинович  | генерал-майор (генерал-лейтенант)                                | 29.05.1874—18.04.1880     |
| Ильяшевич Лука Иванович        | генерал-майор                                                    | 18.04.1880—15.03.1884     |
| Барабаш Яков Фёдорович         | генерал-майор                                                    | 24.06.1884—06.02.1888     |
| Хорошхин Михаил Павлович       | генерал-майор                                                    | 22.02.1888—16.05.1893     |
| Мациевский Евгений Осипович    | генерал-майор (генерал-лейтенант)                                | 27.05.1893—07.04.1901     |
| Надаров Иван Павлович          | генерал-лейтенант                                                | 09.05.1901—05.07.1904     |
| Холщевников Иван Васильевич    | генерал-лейтенант                                                | 05.07.1904—23.02.1906     |
| Сычевский Аркадий Валерианович | генерал-майор                                                    | 23.02.1906—22.08.1906     |
| Эбелов Михаил Исаевич          | генерал-лейтенант                                                | 25.10.1906—01.01.1910     |
| Косов Василий Иванович         | генерал-лейтенант                                                | 23.01.1910—23.03.1912     |
| Кияшко Андрей Иванович         | генерал-майор                                                    | 23.03.1912—1917           |

### Вице-губернаторы, председатели областного правления
| Ф. И. О.                          | Титул, чин, звание                                   | Время замещения должности |
| --------------------------------- | ---------------------------------------------------- | ------------------------- |
| Лохвицкий Аполлон Давыдович       | коллежский советник                                  | 06.02.1859—18.09.1861     |
| Анненков Николай Николаевич       | коллежский советник, и. д.                           | 18.09.1861—01.12.1861     |
| Мордвинов Александр Александрович | коллежский советник                                  | 16.05.1863—12.09.1869     |
| Жельбетр Владислав Касперович     | статский советник                                    | 27.03.1870—24.09.1874     |
| Берестов Михаил Николаевич        | статский советник (действительный статский советник) | 26.10.1874—16.11.1880     |
| Залесский Николай Петрович        | действительный статский советник                     | 16.11.1880—26.07.1885     |
| Семёнов Григорий Иванович         | статский советник (действительный статский советник) | 26.07.1885—19.10.1889     |
| Кубе Леонтий Карлович             | действительный статский советник                     | 19.10.1889—24.03.1894     |
| Ницкевич Николай Фёдорович        | статский советник                                    | 24.03.1894—26.08.1898     |
| Бологовский Яков Дмитриевич       | коллежский советник                                  | 10.09.1898—30.05.1902     |
| Вилькен Герман Карлович           | статский советник                                    | 30.05.1902—27.10.1903     |
| Беломестнов Николай Павлович      | статский советник                                    | 27.10.1903—05.02.1906     |
| Игнатович                         | подполковник, и. д.                                  | 16.02.1906—17.06.1906     |
| Миллер Александр Константинович   | действительный статский советник                     | 17.06.1906—31.12.1908     |
| Беломестнов Николай Павлович      | действительный статский советник                     | 31.12.1908—26.06.1911     |
| Измайлов Михаил Иванович          | статский советник (действительный статский советник) | 26.06.1911—1914           |
| Нарышкин Александр Петрович       | действительный статский советник                     | 1914—1917                 |

## Транспорт и связь

### Сибирская железная дорога
Строящаяся Сибирская железная дорога прорезывает Забайкальскую область с запада на восток в. следующем направлении: от Мысовской пристани близ Байкала линия направляется сначала берегом озера, затем речной долиной Селенги; на 157 вёрст пересекает реку и вступает в долину реки Уда (приток Селенги) близ Верхнеудинска; далее идет по р. Погромной (прит. Уды), по Витимскому плоскогорью и по р. Домне (прит. системы р. Лены). Пройдя водораздел между указанными двумя реками, линия продолжает подниматься по вост. склону одного из отрогов Яблонного хребта и на 3838 вёрст (считая от Челябинска) достигает наивысшей своей точки — 529 саженей над уровнем моря. Яблонный хребет служит водоразделом бассейнов Лены и Амура, то есть Северного и Тихого океанов. Перевал через этот хребет в высшей точке (которая приходится на 3943-й версте) достигает высоты 490 саженей над уровнем моря. Обойдя с нагорной стороны г. Читу, линия по берегам р. Шилки достигает с. Матакан, находящегося против г. Сретенска и расположенного на правом берегу названной реки. Протяжение этого участка — 1009 вёрст. От Сретенска дорога направляется к востоку, за пределы области.

### Дополнение на 1905
В 1899 г. открыто движение по Сибирской железной дороге, пересекающей западную область на протяжении 1350 вёрст, от ст. Мысовой (с 1902 г. — город) до Сретенска и к Китайской границе; в 1905 г. открыто движение и по Кругобайкальской железной дороге, в юго-западной части области.

### Другие пути сообщения
Правильно устроенных путей сообщения мало; почтовых дорог только 2050 вёрст. Главный тракт идет от Байкала через Верхнеудинск, Читу и Нерчинск до станции Стретенской; далее к Амуру сообщение производится летом на пароходе, лодках или вьюком, зимой — по льду р. Шилки. Сообщение прекращается здесь два раза в году, каждый раз недель на шесть. От главного тракта отделяются почтовые пути на г. Баргузин, Троицкосавск и Кяхту, Петровский завод и Нерчинский завод; имеются ещё почтовые дороги от Читы на Акшу и Мангут. Телеграфная линия проведена вдоль главного тракта, с ветвями на Кяхту и Нерчинский завод. Пароходные сообщения производятся по р. Шилке, начиная от Стретенской ст.; по Селенге до с. Билютой, несколько выше окр. города Селенгинска, совершают рейсы буксирные пароходы, перевозя чай; между Лиственничным (Иркутской губернии), Мысовой, Баргузиным и Ангарском сообщение поддерживается 3 пассажирскими пароходами.

## Население
Жителей в 1892 г. было до 590000, в том числе 303200 мужчин. Преобладание мужчин объясняется ежегодным приливом вольных и ссыльных переселенцев. Благодаря тому же приливу прирост населения Забайкальской области постоянно несколько выше прироста населения империи. Население размещается в 7 городах — Баргузине, Селенгинске, Троицкосавске, Верхнеудинске, Чите, Нерчинске и Акше, и в 750 других населённых пунктах. Казаков 177000 д., или 30,5 % всего населения, крестьян 166000 д., или 28,9 %, инородцев 170000 д., или 29 %, остальное население составляют горожане, войска, каторжные и ссыльные; последних около 4 %. Почти все крестьянское население и более 4/5 всего казачьего — православное; старообрядчество и раскол распространены среди так назыв. «семейских» крестьян. Из нехристианских вероисповеданий наиболее распространено ламайское (буддизм), приверженцами которого являются буряты и тунгусы, и в меньшей степени — шаманство. К 1860 г. насчитывалось здесь до 157 буддийских и шаманских храмов, а в настоящее время число это уменьшилось на ²/3. Вся государственная граница занята русским населением: на самой границе — казаками, а по долинам рек Джиды, Чикоя, Хилка, Онона и Аргуни — крестьянами.
Бурятское племя живёт отчасти на берегу Байкала и Селенги, отчасти в Заяблонной части области и разделено на пять отдельных ведомств: Кударинское, Баргузинское, Хоринское, Селенгинское и Агинское (см. Буряты). Тунгусы занимают восточную часть области; число их уменьшается с каждым днём вследствие быстрого слияния с русским населением. В остальных местностях население живёт смешанно. На обязанности образованного с 1822 г. пограничного казачьего войска (взамен существовавших с 1764 г. бурятских, или «братских», полков) возложен надзор за «чистотой» границы. Последняя обозначена «маяками», то есть искусственными насыпями, число которых на пространстве от Иркутской губернии до Станового хребта (620 вёрст) — 29 и от хребта до р. Аргуни (730 вёрст) — 40.

### Дополнение на 1897
Жителей в 1897 г. было 672037 человек (342543 мужчин и 329494 женщин). Из них православных — 443009, буддистов — 174227, староверов — 36623 и др.; городского населения 42778 чел.
Национальный состав в 1897 году:
| Округ               | великороссы | буряты | эвенки | евреи | малороссы | монголы | белорусы | китайцы |
| ------------------- | ----------- | ------ | ------ | ----- | --------- | ------- | -------- | ------- |
| Область в целом     | 65,1 %      | 26,7 % | 4,5 %  | 1,2 % | …         | …       | …        | …       |
| Акшинский           | 86,8 %      | 9,8 %  | 1,8 %  | …     | …         | 1,0 %   | …        | …       |
| Баргузинский        | 40,6 %      | 44,9 % | 8,3 %  | 4,7 % | …         | …       | …        | …       |
| Верхнеудинский      | 65,0 %      | 31,8 % | …      | 1,2 % | …         | …       | 1,1 %    | …       |
| Нерчинский          | 94,5 %      | …      | …      | 1,6 % | …         | …       | …        | 1,4 %   |
| Нерчинско-Заводский | 97,0 %      | …      | …      | …     | …         | …       | …        | …       |
| Селенгинский        | 37,3 %      | 59,6 % | 1,6 %  | …     | …         | …       | …        | …       |
| Троицкосавский      | 66,4 %      | 32,8 % | …      | …     | …         | …       | …        | …       |
| Читинский           | 47,1 %      | 28,2 % | 18,2 % | 1,4 % | 2,8 %     | …       | …        | …       |

## Образование, медицина и церковь
Более 400 правосл. церквей и часовен, три монастыря; три богадельни; больниц, лазаретов и приемных покоев — 78, с 1088 кроватями. Общеобразовательных учебных заведений 13, специальных 4 (горное и духовное училища в Нерчинске, фельдшерская и повивальная школы в Чите), начальных училищ и народных школ 123, благотворительно-воспитательных заведений 11; всего 151 учебное заведение, в которых обучалось 5105 мальчиков и 1191 девочек. Число учащихся относится к цифре населения как 1:90. В Нерчинске общественный музей и библиотека. Грамотность делает заметные успехи благодаря школам миссионеров.

## Сельское хозяйство
Главные занятия населения — земледелие и скотоводство; менее важные — горные промыслы и охота.

### Земледелие
Более трети пространства области признано удобным для сельскохозяйственной культуры; но во всей почти юго-восточной части области и на плоскогорьях земледелие уступает скотоводству и другим промыслам вследствие неблагоприятных климатических условий. В южной части области сеются пшеница, рожь, ячмень, гречиха, овес и картофель — исключительно яровые хлеба, так как озими при бесснежных зимах вымерзают. Ежегодно высевается около 250000 чет. и собирается около 1400000 чет. всех хлебов. Пашут сохами, реже плугами; искусственное орошение полей производится в южной части области, бурятами. Лён и конопля разводятся в огородах; дыни, арбузы и огурцы вызревают в долине р. Онона; в южной части области ежегодно собирают до 14000 пудов табаку. Кедровых орехов в урожайные годы вывозится до 25000 пудов.

### Скотоводство
К 1892 г. в области насчитывалось 2700000 голов разного скота, что составляет на 10 человек населения более 43 голов, тогда как в Европ. России это число не превышает 12. Лошадей считается свыше 500000, почти по одной на каждого жителя. Скотоводство более развито в юго-вост. части области, у казаков и бурят. Довольно развито также и овцеводство; местная, так наз. даурская, порода овец характеризуется высоким ростом, грубой шерстью и курдюком. Верблюды разводятся бурятами в южной части области, но местная порода слабосильна.

### Охота
Весьма развита звериная ловля, особенно в Баргузинском округе. Нерчинский соболь считается лучшим в Сибири. Соболя добывалось сравнительно недавно до 2000, лисиц до 5000, белок до 400000, но промысел падает с каждым годом. Предметом добычи служат также медведи, волки, корсаки и хорьки; крупный заработок дают «панты», то есть рога марала, которые ценятся китайцами до 300 рублей за пару; рога приручённых животных ценятся вдвое дешевле.

## Торговля
Забайкалье лежит на двух торговых путях: из Пекина через Кяхту к Иркутску и туда же с Амура. До сих пор кяхтинский путь сохранил первенствующее значение; привозится ежегодно из Китая на 11 миллионов рублей чаев и вывозятся в Китай мануфактурные изделия (приблизительно на 1 миллион), меха и благородные металлы. Обороты амурского пути не превышают 2 млн руб. Внутренняя торговля развита слабо. Из ярмарок самая важная верхнеудинская — до 2 млн оборота, затем агинская и хоринская. На ярмарках скупаются, главным образом, сало и кожи; последних вывозят ежегодно до 150000 шт. в Китай. 60 фабрик и заводов, обрабатывающих животные продукты, 9 — обрабатывающих растительные продукты и 156 — добывающих и обрабатывающих ископаемые богатства, а всего 225 фабрик и заводов, при 7834 рабочих, с оборотом в 4789138 руб. Кустарная промышленность ограничивается выделкой кадок и бочонков для солки омуля и приготовлением телег и глиняной посуды. В 1890 году всех городских доходов было 198938 руб., а расходов — 204361 руб.

## Нерчинская каторга
Нерчинская каторга находится в западной области, в местности, изобилующей серебросвинцовой рудой, добывание которой составляет главное занятие каторжных. Местность эта очень гористая, наполненная отрогами Яблонного хребта, с болотистыми долинами, орошаемыми небольшими речками и ручьями, весной весьма бурными, но летом почти высыхающими. Окрестности рудников, за исключением Акатуевского, безлесны, местами покрыты мелкорослым и редким кустарником. Летом — сильные засухи, зимой морозы достигают 40° по Реомюру; почва местами никогда не протаивает. Народонаселение образовалось здесь из добровольных пришельцев, из отбывших срок наказания преступников и из туземцев — бурят и тунгусов. Нерчинская каторга в административном отношении делится на три района: Зерентуйский, Алгачинский и Карийский. В Зерентуйском районе числились в 1891 году тюрьмы: Зерентуйская, Кадаинская, Мальцевская и Кутомарская; в  Алгачинском — Алгачинская и Покровская и Александровская богадельня; в  Карийском — Усть-Карийская, Среднекарийская и Нижнекарийская (последние две теперь упразднены). Кроме поименованных тюрем, в Алгачинском районе имеется ещё Акатуевская тюрьма, служащая для содержания государственных преступников. Направленные на Нерчинскую каторгу преступники окончательно распределяются по районам и тюрьмам каторги смотрителем Стретенской пересыльной тюрьмы. День прибытия в эту тюрьму считается для преступника днём поступления его на каторгу. Управление Нерчинской каторгой учреждено в 1869 году, с передачей каторжных из ведения Кабинета Его Величества в ведение министерства внутренних дел. Гарнизонная служба при тюрьмах Нерчинской каторги отправляется 2-м пешим батальоном Забайкальского казачьего войска и Нерчинско-Александровской местной командой (всего 30 офицеров и 1038 нижних чинов). К концу 1891 году на Нерчинской каторге состояло 2318 чел. мужчин и женщин, считая в том числе находившихся на карийских промыслах и в Александровской богадельне; на рудниках оставалось только 1801 чел., в том числе мужчин 1595 и женщин 206. Способные к физическому труду каторжные были заняты следующими работами: добыванием серебросвинцовой руды в рудниках Кабинета Его Императорского Величества, постройкой тюремных и других зданий для каторги, приготовлением для себя и для содержащихся в других тюрьмах Забайкальской области белья, одежды и обуви, перемолом хлеба, выделкой кож и разными хозяйственными работами по тюрьмам. Применение труда каторжных на золотых приисках оказалось неудобным, главным образом потому, что промысловые работы не представляют правильного и постоянного занятия, прекращаясь почти совершенно зимой и производясь главным образом в летнее время. В течение 1891 года на разработку рудников было употреблено преступниками 119 962 рабочих дня. Работы в рудниках производятся поурочно: преступники должны добыть и вынести определённое количество руды. Плата за труд преступников определена в 20 коп. за поденщину; за работы, по которым нет возможности определить точно количество потраченного труда, плата рассчитывается поурочно или за кубическую сажень выработки. На постройку здания для каторги употреблено до 200 000 рабочих дней. Никакого вознаграждения за работы по постройке казённых зданий каторжные не получали, и только в поощрение наиболее трудолюбивых выдавался чай и сахар. Помещения для каторжных крайне тесны и неблагоприятны для здоровья; многие страдают болезнями глаз и дыхательных органов. Чтобы хотя несколько уменьшить число каторжных, содержавшихся в тюрьмах, местное управление увольняет иногда на жительство вне тюрем всех получивших на то право, даже таких, которые не кончили положенного срока испытания. Общий расход по содержанию Нерчинской каторги достигал в 1891 году 513 966 руб. Стоимость содержания одного каторжного в день — 30,1 коп.

## Символика
- Герб Забайкальской области

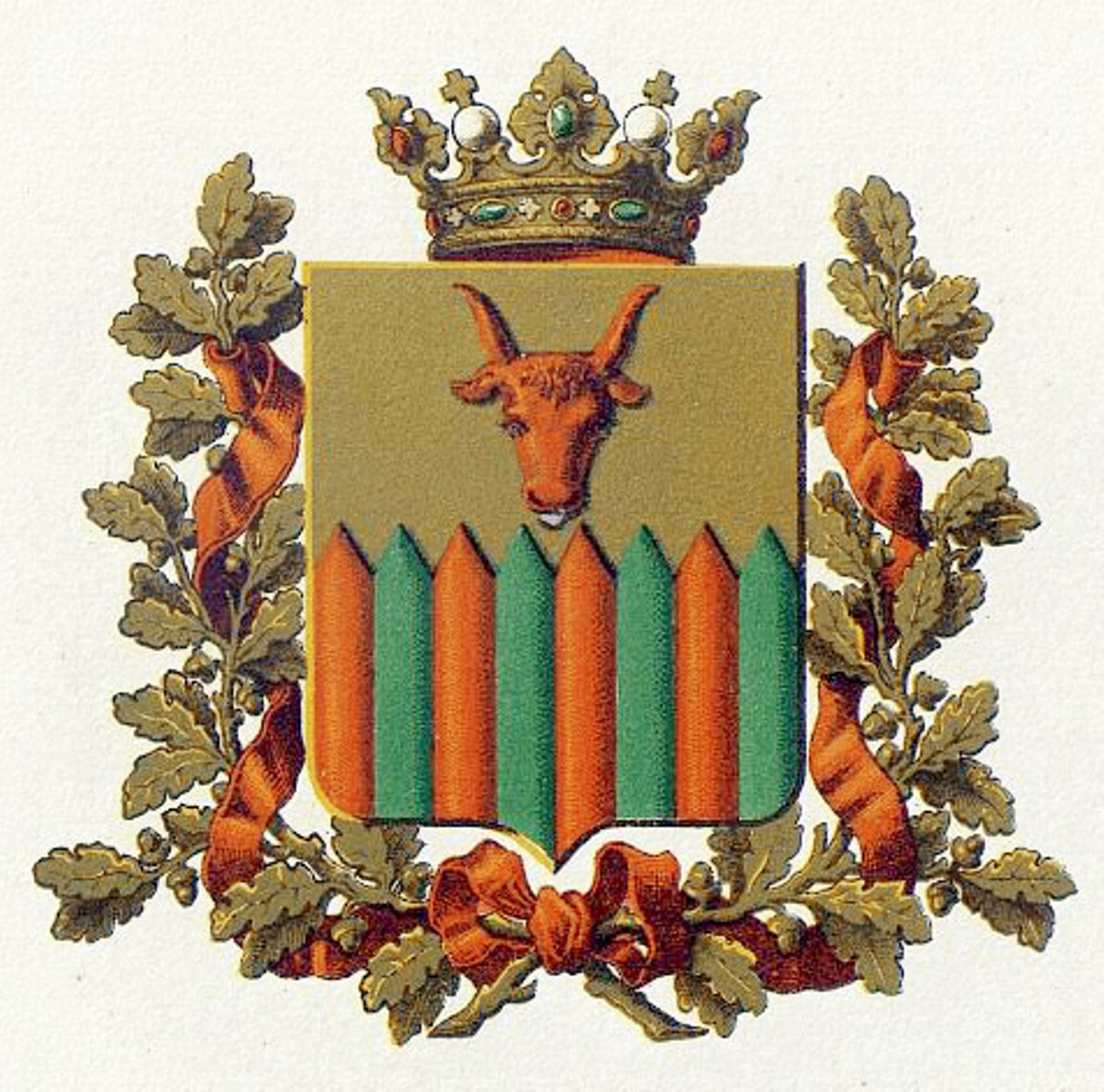
Официальный герб области (изд. МВД, 1880)
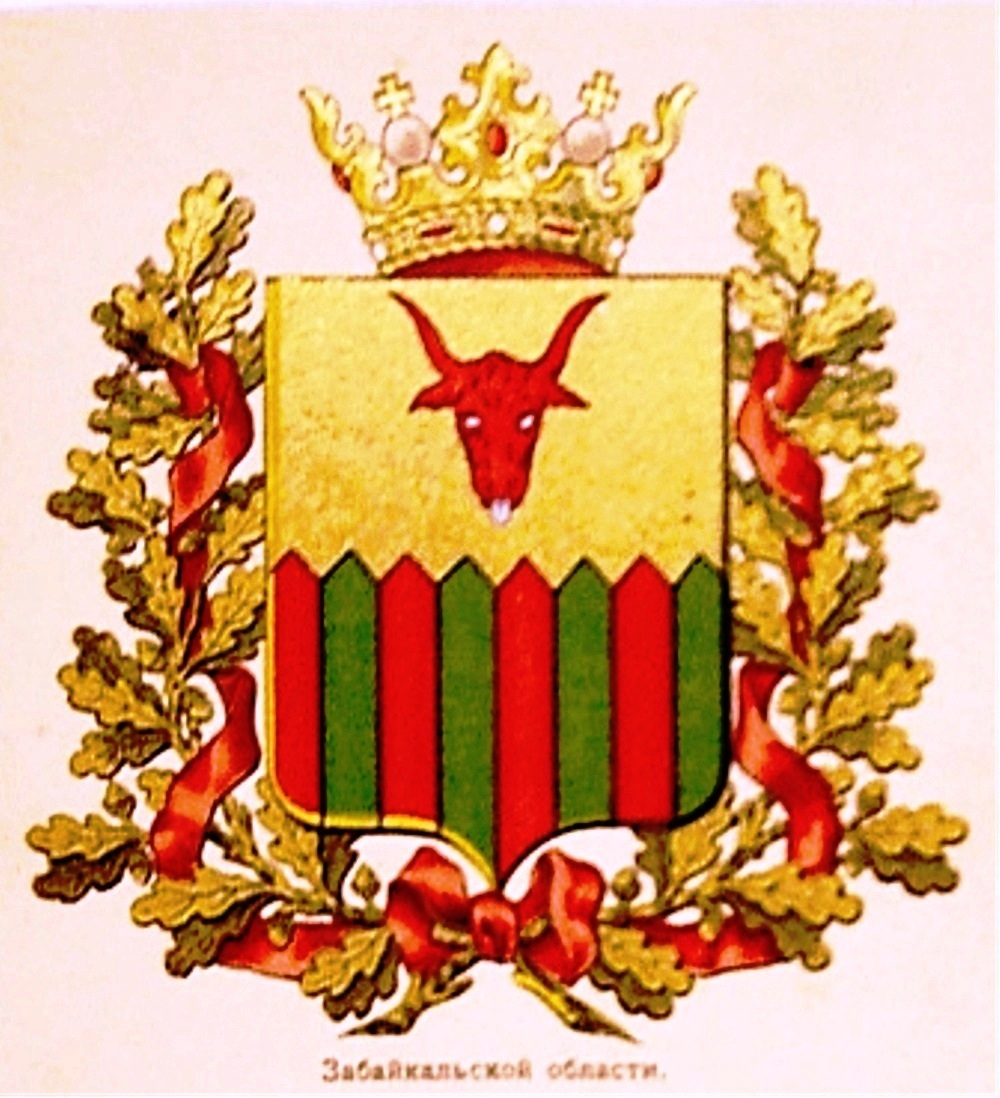
Неофициальный герб области (изд. Сукачова, 1878)
Современный рисунок герба (2000-е)